# Христан Галина Петрівна
Христан Галина Петрівна (нар. 31 травня 1952, Саджавка) — українська поетеса, новелістка, бібліотекар. Член Національної спілки письменників України, та літературної спілки Бистрінь. Лауреатка літературної премії ім. Надії Попович.

## Біографічні відомості
Народилася Галина Петрівна 31 травня 1952 року в селі Саджавка, що на Надвірнящині, Івано-Франківської області в сім'ї службовців. Навчалася в Саджавській та Ланчинській школах в селі Ланчин. В 1971 році вийшла заміж за Івана Христана, а вже в 1975 році виїхала з сім'єю в Харківську область. Працювала бібліотекарем, завідувала Будинком культури і з відзнакою закінчила Харківське культосвітнє училище. У 1983 році повернулася в рідну Саджавку.
В 1987 році Галина Христан була учасницею 10-го зльоту творчої молоді Прикарпаття. Брала участь у нараді молодих письменників України у Києві (1989). Лауреат Першого (1992) та Другого (1993) Всеукраїнських фестивалів сатири та гумору в Києві.
Галина Христан працює в бібліотеці понад 40 років. Та творить, пише: вірші, новели, дослідження.

## Творчість
Керівник Всеукраїнського літературного об'єднання «Радосинь» Дмитро Чередниченко у своїй рекомендації для вступу Галини Христан до лав НСПУ писав: «Скажу щиро: це дуже цікава новелістка, яка знає, що пише і задля чого пише… її новели приваблюють глибокою життєвістю і щирим художнім словом…»
Пані Галя друкувалася в обласній та районній періодиці, в книзі про Надвірнянщину «Страгора», альманахах: «Жниво на стерні», «Купальська злива», «Літоплин над Бистрицею», у журналах: «Дзвін», «Четвер», «Перевал», «Гражда», «Січеслав», «Радосинь», «Вир», «Дзвіночок».
Автор збірок оповідок та новел:
- «Старий і кіт» (2002);
- «Я вернуся» (2006);
- «Білий острів» (2004);
- «Вірність» (2012);

|  | — Ще треба сонечка. Я ще отаву маю косити. Ти, Дмитре, до зими готовий? — Та де там! Пахне мені нині дорога до лісу — дров треба. А би їх качка копнула, з тим "дєжурством"! Ото совіти придумали - аби по два чоловіки щоночі сиділи у сільраді! Чого вони бояться? Хто туди піде щось красти? Сталіна вусатого на стіні? Чи папери про комунізм? Так боки обтовк до твердої лавиці! А робота жде. — Знаєш, Михайле, папери може би пішли на дзиґари. Ходи на бік. Якесь авто їде. Вони зійшли на обочину. Дорогою гуркотіла автомашина, в якій сиділо двоє у формі. Почали пригальмовувати. — Саша, смотрі! І дут два бандеровца! — Што-то нє похожі — А ти хотєл, что-би шлі с флагом сінє-жолтим? Дай вінтовку. Наглєци! Смєло ідут! Дороґой і нє прячуца. — Звично, на ходу, зробив два прицільних постріли... Машина, окутавши пилюкою два нерухомих тіла, з гуркотом, віддалилася. Десь закукурікали півні... А додому було так близько. |